# Darsena (metropolitana di Genova)
Darsena è una stazione della metropolitana di Genova. Si tratta di una stazione sotterranea, posta sotto via Gramsci.
È situata presso l'omonima calata nella zona ovest del Porto vecchio. In zona sono presenti il Galata Museo del Mare, l'Istituto tecnico dei trasporti e logistica Nautico San Giorgio, la facoltà di Economia e il polo universitario umanistico.

## Storia
Costruita a partire dal 1998 sfruttando il vecchio tunnel ferroviario sotterraneo tra la stazione di Principe e le Gallerie delle Grazie, la stazione venne attivata il 7 agosto 2003 come fermata intermedia del tronco Principe - San Giorgio.
Al suo interno è presente la mostra permanente ArcheoMetro, aperta nel 2005, che tramite plastici e pannelli informativi mostra lo sviluppo del Porto di Genova nei secoli.

## Strutture e impianti
Progettata dall'architetto genovese Renzo Piano, la stazione presenta molti elementi stilistici in comune con Dinegro, mentre la struttura è ad una banchina centrale con i due binari ai lati, strutture già adottata per le vicine fermate Principe e San Giorgio. I binari corrono sotto il livello del mare, ad una profondità di 15 metri.
La stazione è caratterizzata da un mezzanino molto ampio, che permette di avere una visuale luminosa sulle banchine.
È dotata di tre accessi: uno si trova all'incrocio tra Via Gramsci e Via delle Fontane, nei pressi della Porta dei Vacca, mentre gli altri due si aprono su Piazza Darsena e sono posizionati sotto la Sopraelevata.